# Gueorgui Jjionov
Gueorgui Stepanovitch Jjionov (en russe : Гео́ргий Степа́нович Жжёнов), né le 22 mars 1915 à Petrograd et mort le 8 décembre 2005 à Moscou, est un acteur soviétique et russe. Artiste du peuple de l'URSS en 1980.

## Biographie
Gueorgui Jjionov naît à Petrograd sur l'île Vassilievski où il vit jusqu'à ses 22 ans. Au printemps 1930, il entre à l'école du cirque à Leningrad. Pendant ses études, en 1932, il tient un petit rôle dans le film Erreur du héros (Lenfilm). Cette expérience le pousse à changer de voie et, la même année, il entre à Académie des arts du théâtre de Saint-Pétersbourg où l'un de ses professeurs est Sergueï Guerassimov. Avant la fin de ses études, il tourne dans plusieurs films parmi lesquels Tchapaïev des frères Vassiliev (1934).
En 1938, pour le tournage de Komsomolsk, Jjionov prend le train pour Komsomolsk-sur-l'Amour avec d'autres acteurs du film. Lors de ce voyage, fortuitement, il fait connaissance d'un diplomate américain se rendant à une réunion à Vladivostok. Leur bref échange est dénoncé et l'acteur est condamné à une peine de cinq ans de camp au Kolyma, sous le motif de tentative d'espionnage,.
Après sa libération, en 1949, Jjionov est membre pendant un an de la troupe du théâtre Maxim Gorky à Magadan, puis, à la demande de Guerassimov, il est engagé par le Sverdlovsk Film Studio (en). Un an plus tard, il est de nouveau arrêté et déporté à Norillag. Dans le théâtre amateur du camp, il se lie d'amitié avec l'acteur Innokenti Smoktounovski.
Après sa réhabilitation en 1955, l'acteur retourne à Leningrad où il travaille au théâtre Liteiny (ru) et aux studios Lenfilm. En 1960, il est engagé par le théâtre Lensoviet.
En 1965, dans le film américain Voyage sur la planète préhistorique réalisé par Curtis Harrington, Jjionov et son collègue acteur Guennadi Vernov furent "renommés" respectivement Kurt Boden et Robert Chantal pour cacher leur origine.
En 1968, Gueorgui Jjionov déménage à Moscou où il intègre la troupe du théâtre Mossovet. Lors de sa carrière, l'acteur a interprété plus de 100 rôles au théâtre et au cinéma. Il meurt le 8 décembre 2005 d'un cancer des poumons affaibli par la fracture du col du fémur subite peu avant.
Gueorgui Jjionov est inhumé au cimetière de Novodevitchi. Sa petite-fille, Polina Jjionova, décédée en 2013 à l'âge de 23 ans, repose dans la tombe à côté.

## Filmographie partielle
- 1931 : Le Chemin de la vie
- 1932 : Erreur du héros (Oshibka geroya) : Pavel Vetrov
- 1934 : Tchapaïev (Чапаев) : Teriochka
- 1934 : Naslednyy prints respubliki : Bachelor – architecte
- 1938 : Komsomolsk
- 1955 : Other People's Relatives
- 1957 : L'Orage de Mikhail Dubson
- 1957 : Na ostrove dalnem
- 1958 : Le visiteur nocturne
- 1959 : Ispravlennomu verit : Braitsev
- 1960 : Chelovek ne sdayotsya
- 1960 : Le Ciel de la Baltique (Балтийское небо - Baltic Skies: Part 1) de Vladimir Venguerov :
- 1960 : Baltic Skies: Part 2
- 1961 : Vodil poyezda mashinist
- 1961 : The Day You Get 30 Years Old (День, когда исполняется 30 лет)
- 1962 : La Planète des tempêtes (Планета Бурь)
- 1963 : The Third Flare (Третья ракета)
- 1964 : The Big Ore
- 1964 : Le Silence (Тишина) de Vladimir Bassov : Gnezdilov
- 1965 : La Mort d'une escadre (Гибель эскадры)
- 1966 : The Man I Love : Muromtsev
- 1965 : Voyage sur la planète préhistorique (Voyage to the Prehistoric Planet) de Curtis Harrington
- 1966 : Beware of the Car : milicien
- 1967 : Spring on the Oder : Ryzheusy
- 1967 : The Final Of Saturn : Timerin
- 1967 : The Way To Saturn : Timerin
- 1967 : Doktor Vera
- 1967 : Now You Judge (А теперь суди) : Arkadi Iskra
- 1967 : Stewardess : passager-scénariste
- 1968 : Le Printemps sur l'Oder (Весна на Одере) de Lev Saakov : Petrovitch
- 1968 : A Little Crane : Father Leonid
- 1968 : Dawn Dates (Встречи на рассвете)
- 1968 : L'espion commet une erreur (Ошибка резидента) : Mikhail Tulyev
- 1970 : Resident's Way (Судьба резидента) : Mikhail Tulyev
- 1971 : All The King's Men (ru) : Stark
- 1971 : The End of the Lyubavins (Конец Любавиных)
- 1972 : Tracer Element (Меченый атом)
- 1972 : La Neige chaude : Bessonov (Горячий снег)
- 1972 : Battle after the Victory (Бой после победы)
- 1974 : Choosing Target (Выбор цели)
- 1974 : The Ocean
- 1974 : Looking for My Destiny
- 1975 : Obretesh v boyu
- 1977 : Poseidon Comes to Rescue : Chigrinov
- 1978 : The Cure Against Fear
- 1980 :  Air Crew (Экипаж, Ekipazh) de Alexander Mitta : Andrei Timchenko, Captain
- 1982 : Resident is Back : Mikhail Tulyev
- 1982 : Krepysh
- 1983 : Gate to Heaven
- 1985 : The City of Brides
- 1986 : The Time of Sons
- 1986 : End of Resident Project : Mikhail Tulyev
- 1987 : Enclosure
- 1987 : End of Infinity : Laban Twissel
- 1999 : Viewless Traveller (Незримый странник)

## Prix et distinctions
- Artiste émérite de la RSFSR : 1969
- Prix des frères Vassiliev : 1975
- Médaille Alexandre Dovjenko : 1975
- Artiste du Peuple de la RSFSR : 1979
- Artiste du peuple de l'URSS : 1980
- Ordre du Drapeau rouge du Travail : 1985
- Prix du magazine Ogoniok : (1988)
- Gueorgui Jjionov reçoit l'ordre du Mérite pour la Patrie des mains de Vladimir Poutine.Ordre de Lénine : 1991
- Turandot de cristal : 1995
- Nika : 1996

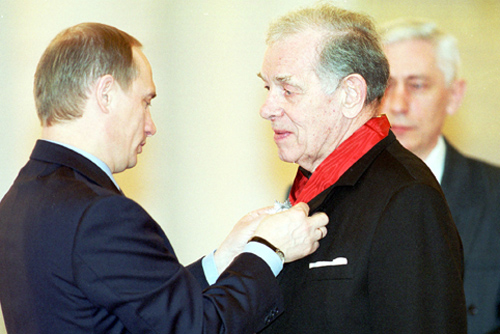
Gueorgui Jjionov reçoit l'ordre du Mérite pour la Patrie des mains de Vladimir Poutine.

- Ordre du Mérite pour la Patrie : 1995, 1998, 2000
- Diplômé du festival Kinotavr : 1995
- Prix TEFI : 1999
- Prix KGB : pour le film L'espion commet une erreur